# Sint-Luciakerk (Engsbergen)

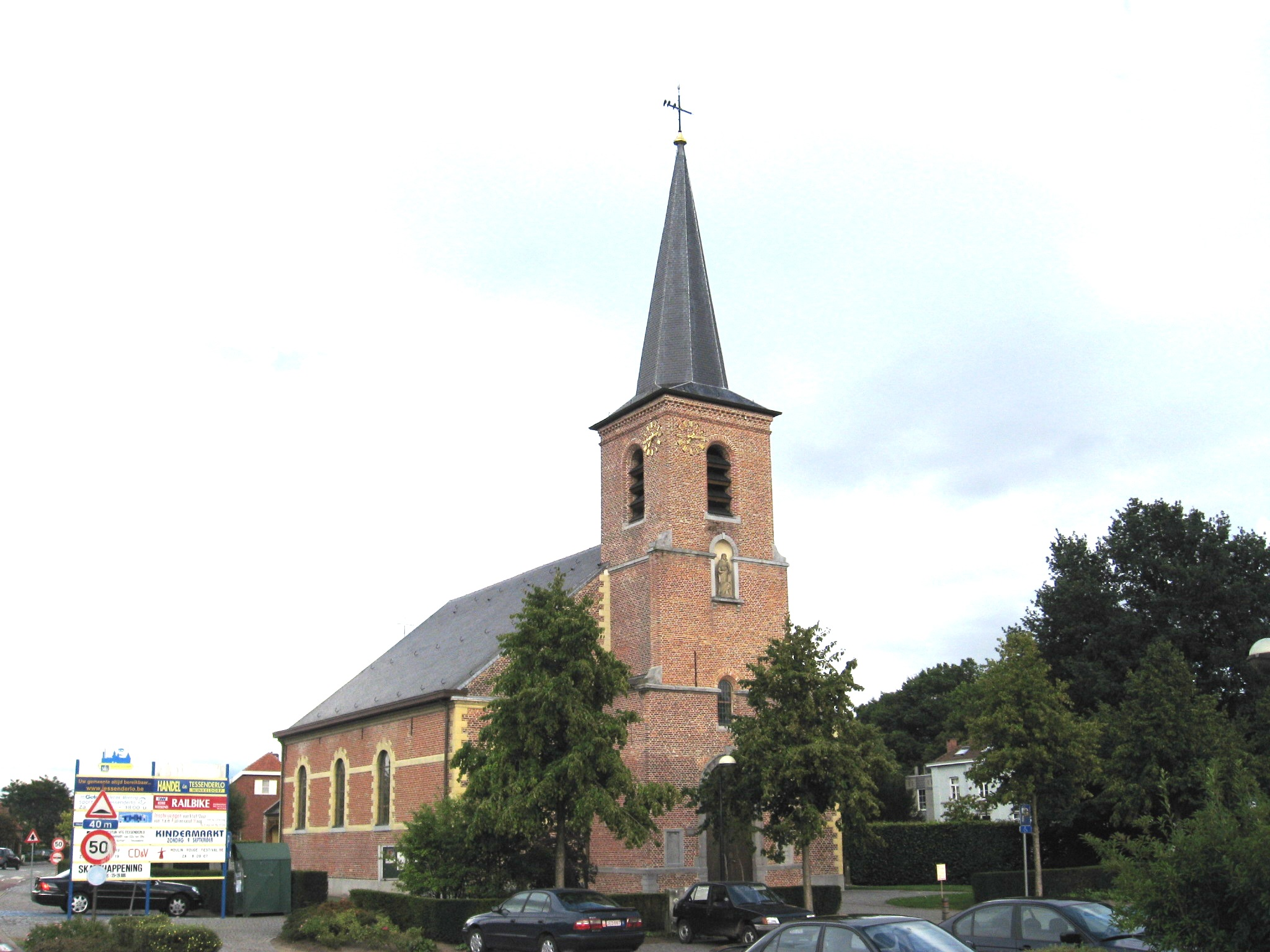
Sint-Luciakerk

De Sint-Luciakerk is de parochiekerk van Engsbergen in de Belgische provincie Limburg. De kerk is gelegen aan de Engsbergseweg.
In de 15e eeuw stond er reeds een Onze-Lieve-Vrouwekapel in Engsbergen. In 1649 werd een driebeukige nieuwe kapel met toren opgericht, die uit ijzerzandsteen en baksteen was opgetrokken. In 1749 werd ze hersteld, maar in 1839 werd de kapel afgebroken ten behoeve van de bouw van een nieuwe kerk. Enkel het koor uit 1669 is nog aanwezig.
In 1840 werd de nieuwe Sint-Luciakerk ingewijd, een driebeukige bakstenen neoclassicistische kerk, die ontworpen is door Louis Spaak. In 1850 kwam ook de westtoren gereed. Architect daarvan was Joseph Jonas Dumont.

## Kerkmeubilair
Het interieur van de kerk is neoclassicistisch.
Van belang is het orgel in rococostijl, vervaardigd in 1752 door Jacob Verbuecken. In 1853 werd het gekocht van de Begijnhofkerk te Aarschot. Sinds 1976 is het orgel beschermd.
Er is een eiken beeld van Onze-Lieve-Vrouw-van-de-Wijngaard, uit omstreeks 1525, en een reliekhouder van Sint-Lucia, uit midden 18e eeuw. De kerk bezit een preekstoel en een biechtstoel in rococostijl, beide uit omstreeks 1750, en ook een biechtstoel uit 1660, die voorzien is van het wapen van de prelaat Vaes, van de Abdij van Averbode.